# حماد عجرد
حَمَّاد عَجْرَد (توفي 161 هـ/778م) هو شاعر عربي، يُعتبر من مخضرمي الدولتين الأموية والعباسية.
هو حماد بن عمر بن يونس بن كليب السوائي، أبو عمرو، المعروف بعجرد. عُرف بالهجاء والغزل ووصف الطبيعة، وكان ماجناً متّهماً بالزندقة، وله في بشار بن برد أهاج مُقذعة، اغتيل، في أغلب الظن، بالأهواز.

## شعرهِ
قال يهجو أبو حنيفة، بعد أن توسّلَ حمّاد عجرد أبا حنيفة أن يكفّ عنه ولا يفسِّقه أمام الناس فرفض أبو حنيفة: